# NGC 7318B
NGC 7318B је спирална галаксија у сазвежђу Пегаз која се налази на NGC листи објеката дубоког неба.
Деклинација објекта је + 33° 58' 0" а ректасцензија 22h 35m 58,3s. Привидна величина (магнитуда) објекта NGC 7318 износи 13,2 а фотографска магнитуда 14,0. NGC 7318B је још познат и под ознакама NGC 7318-2, UGC 12100, MCG 6-49-40, CGCG 514-62, ARP 319, VV 288, HCG 92B, NPM1G +33.0464, Stephan's quintet, PGC 69263.